# Geschichte des Kantons Uri
Die Geschichte des Kantons Uri umfasst die Entwicklungen auf dem Gebiet des schweizerischen Kantons Uri von der Urgeschichte bis zur Gegenwart.

## Ur- und Frühgeschichte
Die ältesten Funde im Kanton Uri stammen aus einer Zeit von ca. 7500 v. Chr. Es handelt sich dabei um kleinste Werkzeuge aus Bergkristall, der in der Nähe der Stremlücke / Fuorcla da Strem Sut (2832 m ü. M.) abgebaut wurde. Weitere Zeugnisse für die Anwesenheit von Menschen auf dem Kantonsgebiet ist eine bei Hospental gefundene Pfeilspitze aus dem 3. Jahrtausend v. Chr. sowie mehrere Münzen, eine Bronzeglöckchen und eine Fibel in Form eines Meerwesens aus der Römerzeit. Die Stücke stammen aus dem 1. bis 3. Jahrhundert n. Chr. Der Burghügel Zwing-Uri nördlich des Dorfs Amsteg war in der Bronzezeit besiedelt. Der bekannteste Fund ist der Goldschatz von Erstfeld aus dem 3. Jahrhundert v. Chr.

## Mittelalter

### Reichsunmittelbarkeit
Das Tal Uri wurde 853 von Ludwig dem Deutschen der von ihm gestifteten Fraumünsterabtei zu Zürich geschenkt. Dadurch gelangte Uri unter die Gewalt der Reichsvogtei von Zürich. Nach dem Aussterben der Zähringer, welche dieselbe besessen hatten (1218), verlieh Friedrich II. die hoheitlichen Rechte über Uri den Habsburgern; aber schon 1231 erwirkten sich die Urner von seinem Sohn König Heinrich VII. die Reichsunmittelbarkeit, welche ihnen 1274 auch von Rudolf von Habsburg bestätigt wurde.

### Eidgenossenschaft

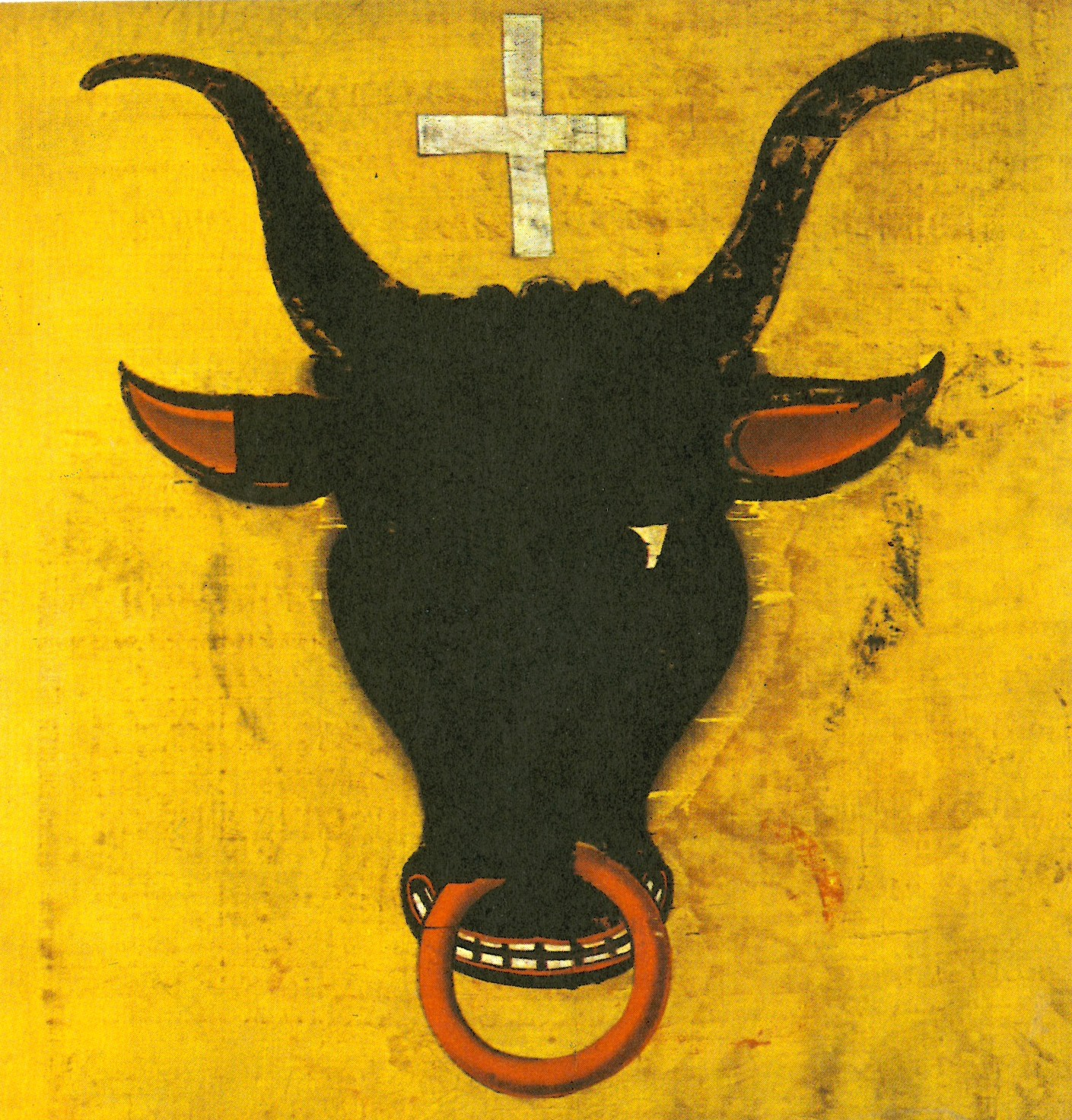
Uristier aus dem Sempacher Schlachtbanner

Die Urner fühlten sich von den Österreichern bedroht und schlossen mit Schwyz und Unterwalden das ewige Bündnis vom 1. August 1291. 1309 empfing Uri von Heinrich VIII. die Bestätigung seiner Reichsfreiheit, wurde aber 1315 von Friedrich dem Schönen mit Schwyz und Unterwalden in die Acht erklärt. In der Folge half Uri, den Sieg bei Morgarten zu erkämpfen. In dieser Zeit spielt die Sage von Wilhelm Tell.

### Eroberungen
Die Rechte der Abtei und der übrigen Grundherren wurden nach und nach losgekauft. Reibereien zwischen Uri und Mailand führten seit 1403 zu einer Reihe von Feldzügen, deren Resultat 1440 die Erwerbung des Leventinatals als eines urnerischen Untertanenlandes war. In der Reformationszeit schloss sich Uri stets der streng katholischen Politik von Schwyz und Luzern an.

## Neuzeit

### Helvetik
Nur unwillig fügte sich Uri der helvetischen Verfassung von 1798, welche es mit Schwyz, Unterwalden und Zug in einem Kanton Waldstätte verschmolz. 1799 wurde das Tal durch einen Aufstand, den Marschall Nicolas Jean-de-Dieu Soult mit großem Blutvergießen dämpfte, dann durch die Kämpfe der Franzosen unter Claude-Jacques Lecourbe und Loyson mit den Österreichern und hernach der Russen unter Suworow regelrecht verwüstet.

### Ultramontanismus
Nachdem die Mediationsakte Uri 1803 als selbständigen Kanton, aber ohne das Livinental, wiederhergestellt hatte, nahm es stets Anteil an den Sonderbestrebungen der ultramontanen Kantone und machte im Sonderbundskrieg einen siegreichen Einfall in sein früheres Untertanenland Tessin. Es kapitulierte jedoch nach dem Fall von Luzern am 27. November 1847 und wurde widerwillig in den neuen liberalen Bundesstaat eingegliedert.

### Verfassung
Am 5. Mai 1850 gab sich Uri seine erste Verfassung, die es 1888 revidierte. Nachdem durch die eidgenössische Volksabstimmung vom 18. Mai 1879 das Verbot der Todesstrafe aus der Bundesverfassung entfernt worden war (mit Ausnahme politischer Vergehen, wo sie Art. 65 weiterhin verbot), war Uri der erste Kanton, der dieselbe wieder einführte (1924 wieder abgeschafft). 1972 wurde das Frauenstimmrecht eingeführt, und 1984 unterzog der Kanton seine Verfassung einer Totalrevision.

### Wirtschaft
1853 wurde in Uri der erste Telegraf installiert, und 1856 setzte mit der Papierfabrik an der Isleten auch die Industrialisierung ein. Der Bau der 1882 eröffneten Gotthardbahn führte 1875 zu sozialen Unruhen in Göschenen. 1884 wurde das erste Telefonnetz im Urnerland eingerichtet.

## Nachweise
1. ↑  Abteilung Denkmalpflege und Archäologie des Kantons Uri: Archäologen bergen hochalpinen Steinzeitfund. 11. September 2020, archiviert vom Original (nicht mehr online verfügbar) am 22. Januar 2021; abgerufen am 16. Januar 2021.  Info: Der Archivlink wurde automatisch eingesetzt und noch nicht geprüft. Bitte prüfe Original- und Archivlink gemäß Anleitung und entferne dann diesen Hinweis.
2. ↑  Andres Furger: Der keltische Goldschatz von Erstfeld. Entdeckungsgeschichte und Fundort. 2014.